# Йон Горіце
Йон Горіце (рум. Ion Gorita;) — румунський дипломат і посадовець ООН. Постійний представник Румунії при Організації Об'єднаних Націй (1994—2000).

## Життєпис
Він був постійним представником Румунії при ООН в Нью-Йорку з 1994 по 2000 рік і президентом Виконавчої ради ЮНІСЕФ на міжнародному рівні у 1996 році. До призначення на посаду постійного представника в ООН він обіймав посаду державного секретаря (заступника міністра закордонних справ) у Міністерстві закордонних справ. З 2004 по 2005 рік був головою Об’єднаної інспекційної групи 